# Ottynia (stacja kolejowa)
Ottynia (ukr. Отинія, ros. Отыня) – stacja kolejowa w miejscowości Ottynia, w rejonie kołomyjskim, w obwodzie iwanofrankiwskim, na Ukrainie. Położona jest na linii Lwów – Czerniowce.
Stacja powstała w XIX w., w czasach austro-węgierskich, na drodze żelaznej lwowsko-czerniowiecko-suczawskiej, pomiędzy stacjami Stanisławów i Korszów.